# Überfall im Morgengrauen
Überfall im Morgengrauen (Originaltitel: Quand la ville s’éveille) ist ein französischer Spielfilm von Pierre Grasset aus dem Jahr 1975 mit Marc Porel und Raymond Pellegrin. Seine deutsche Erstaufführung hatte der Film 1977 in der DDR. Später lief er im DDR-Fernsehen. In der Bundesrepublik Deutschland erschien er auf Video.

## Handlung
Ein von selbsternannten und geschickten Experten geplanter Überfall läuft präzise wie ein Uhrwerk ab. Der schwierige Raubzug gelingt und das Geld gerät in die Hände der Gangster. Doch dieser große Coup hatte einen Zeugen: Ein junger Fotoreporter hat den Überfall fotografiert. Am nächsten Tag werden die Fotos in der Zeitung veröffentlicht. Die Diebe und die Polizei sind gleichermaßen schockiert. Es beginnt eine Jagd auf den jungen Fotografen und die Dokumente des Überfalls.

## Kritik
„Fotos von einem Überfall auf einen Geldtransporter bringen die Polizei auf die Spur der Täter - und die Gangster auf die des Fotografen. Gangsterfilm voller Klischees und sentimentaler Elemente, die das Verbrechen in einem positiven Licht erscheinen lassen.“